# Tyhume River
Der Tyhume River (englisch Tyhume River, afrik.: Tyhumerivier) ist ein Fluss in der südafrikanischen Provinz Eastern Cape. Er ist etwa 65 Kilometer lang und besitzt ein Einzugsgebiet von etwa 530 Quadratkilometern. Der Fluss entspringt in der Region Hogsback unweit des Michel’s Pass in den Amathole-Bergen. Seine Mündung in den Keiskamma River befindet sich in einer flachen Ebene unweit der Farm Junction 200 sowie den Siedlungen Mbizana und kuDikidikana.

## Verlauf

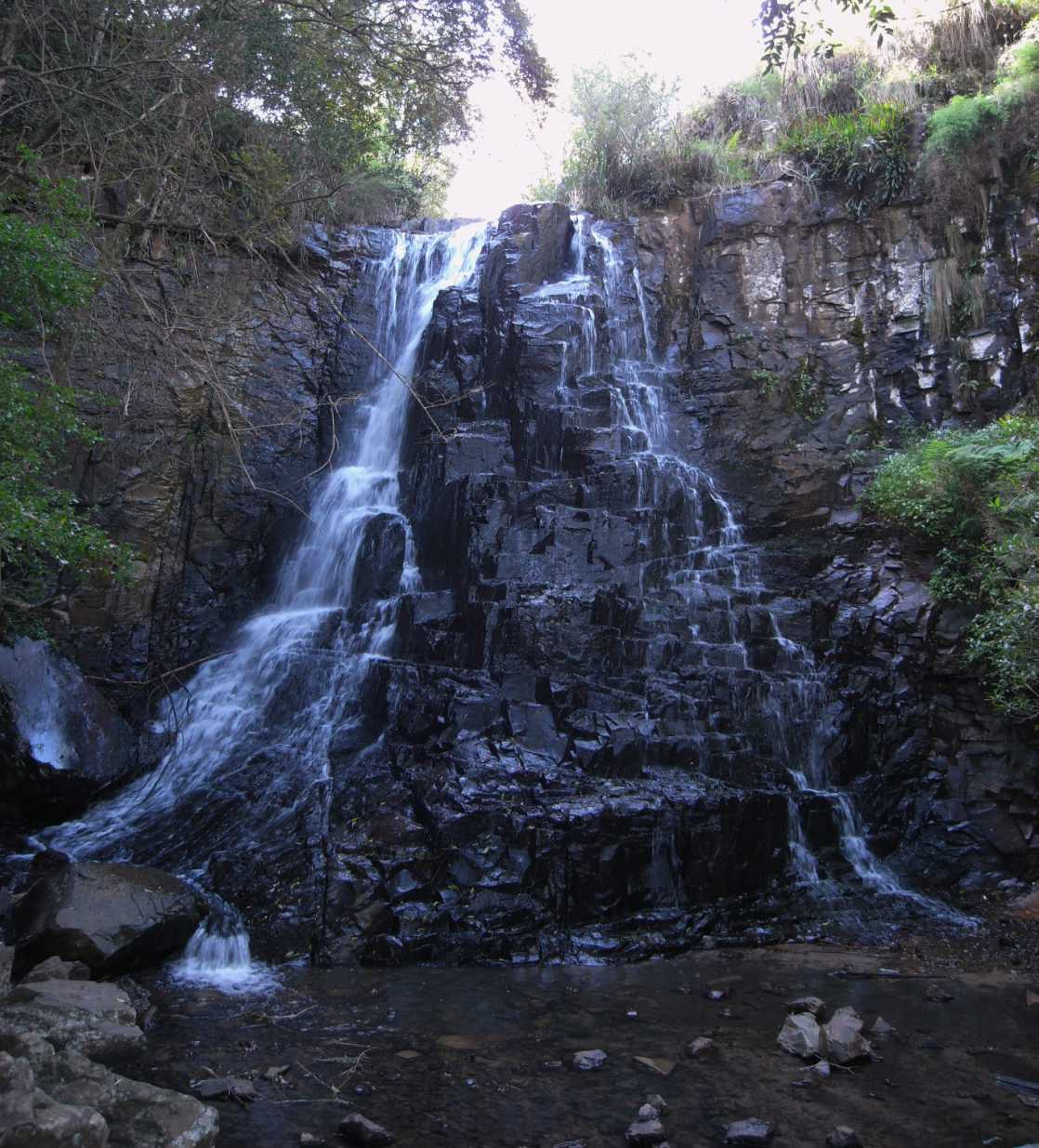
Wasserfall der 39 Stufen in Hogsback

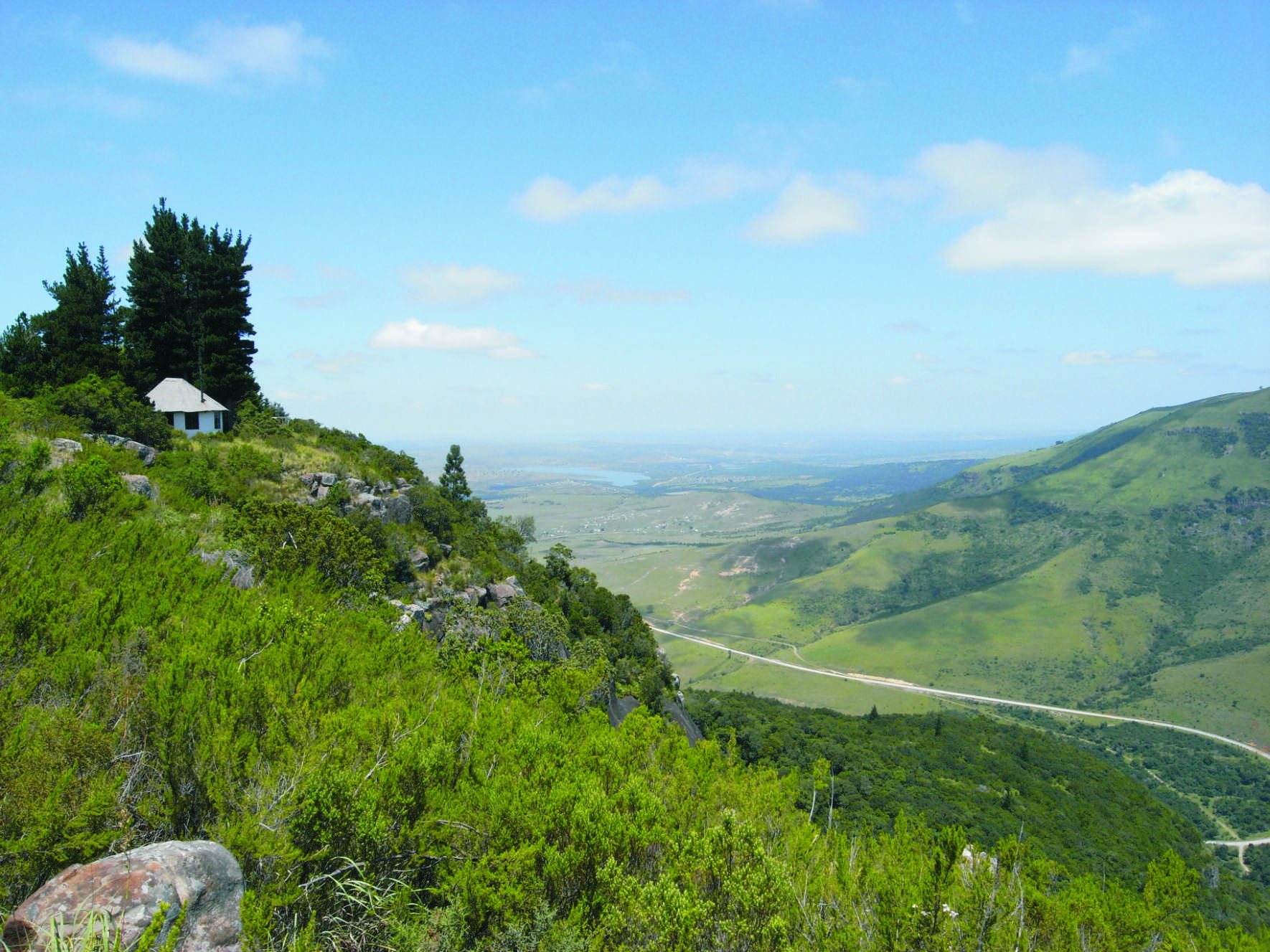
Blick ins Tyhume-Tal zum Binfield Dam

Die Quellregion des Tyhume-River ist das Hogsback in den Amathole-Bergen. Sie hat eine Vielzahl kleiner Zuflüsse. Ihr östlicher Teil liegt am Schräghang einer großen Höhenstufe, weshalb das Wasser von der Kante eines mächtigen Dolerit-Lagergangs in Wasserfällen mit einer Höhe von über 10 Metern in die Tiefe stürzt. Die bekanntesten sind der Kettlespout-, Swallowtail-, Madonna and Child- und The 39 Steps-Wasserfall in der Nähe des Hogsback-Passes. Der westliche Bereich des Quellgebietes liegt an der Nordflanke des Menziesberges. Hier ist der Wasserreichtum so hoch, dass für die Ortschaft Hogsback ein kleines Staubecken (Plaatjieskraal Dam) angelegt wurde. Jährliche Niederschlagsmengen von über 1000 mm sind hier typisch.
Unterhalb der Höhenstufe vom Hogsback-Pass vereinigen sich die vielen kleinen Wasserläufe zum Tyhume-River in einem trogförmigen Tal, das sich in südlicher Richtung schnell abflacht.
Bei der ehemaligen Farm Binfield wurde ein Stausee angelegt, der innerhalb des Amatole Water Project der Provinzregierung eine wichtige Rolle einnimmt. Das Wasserreservoir trägt den Namen Tyumerivier Dam oder Binfield Dam und wird von Amatola Water verwaltet. Einige weitere kleine Teiche in der unmittelbaren Nähe des Damms dienen der Wasserregulierung für das Farmland. Die für das Eastern Cape vergleichsweise sehr hohe Niederschlagsmenge im Hogsback und in der gesamten Amathole-Region machen hier eine Trinkwassergewinnung besonders sinnvoll. Vor dem Bau dieser Wasserregulierungsanlagen erlitten die Siedlungen und ehemaligen Stationen der Lovedale Mission bis in das 20. Jahrhundert wiederholt Schäden durch sprunghaft ansteigendes Hochwasser.
Nachdem der Flusslauf des Tyhume River das nach ihm benannte Tal am Südabhang der Amathole-Berge hinter sich gelassen hat, passiert er die Kleinstadt Alice. Im nordöstlichen Stadtgebiet gibt es einige kleine Teiche, die in unmittelbarer Nähe zum Flusslauf liegen. Von hier mäandriert der Fluss bis zu seiner Einmündung in den Keiskamma River.
Die seitlichen Zuflüsse des Tyhume River sind unbedeutend, es sind neben weiteren die Wasserläufe Ncera, Mbashe, Evergreen Stream, Gwali und Kwezana.

## Hydrometrie
Die Abflussmenge des Thyume River wurde am Pegel Goumahashe Loc., bei der Hälfte des Einzugsgebietes,  über die Jahre 1928 bis 1980 in m³/s gemessen.

## Geologische Verhältnisse
Sein Quellgebiet und oberes Einzugsgebiet ist hauptsächlich von paläozoischen Gesteinen geprägt. Das sind Sandsteine, Tonschiefer und graue schluffartige Gesteine der Balfour-Formation innerhalb der Beaufort-Gruppe. An vielen Stellen kommen die Wasserläufe im Quellgebiet mit Doleriten in Form von Dykes und Lagergängen in Kontakt. Im Tyhume-Tal und der flachwelligen Landschaft um Alice setzen sich diese Untergrundverhältnisse fort. In der Nähe dieser Stadt hat der Fluss erhebliche Quartärablagerungen erzeugt.
Im Unterlauf, südlich von Alice, herrschen nur noch Schluffgesteine neben Sandsteinen vor, beide aus der Middleton-Formation des Oberen Perms.

## Schutzgebiete
Im Quellgebiet des Tyhume River befinden sich Reste des natürlichen Waldbestandes in den Amathole-Bergen. Zum Schutz dieses sensiblen und bedrohten Ökosystems hat man das Auckland Nature Reserve (218 Hektar) angelegt. Hier finden sich auch Exemplare des Outeniqa Yellowwood-Baumes (Gewöhnliches Afrogelbholz). Der größte Teil dieses Naturreservates liegt im Einzugsgebiet vom Tyhume River.

## Geschichte

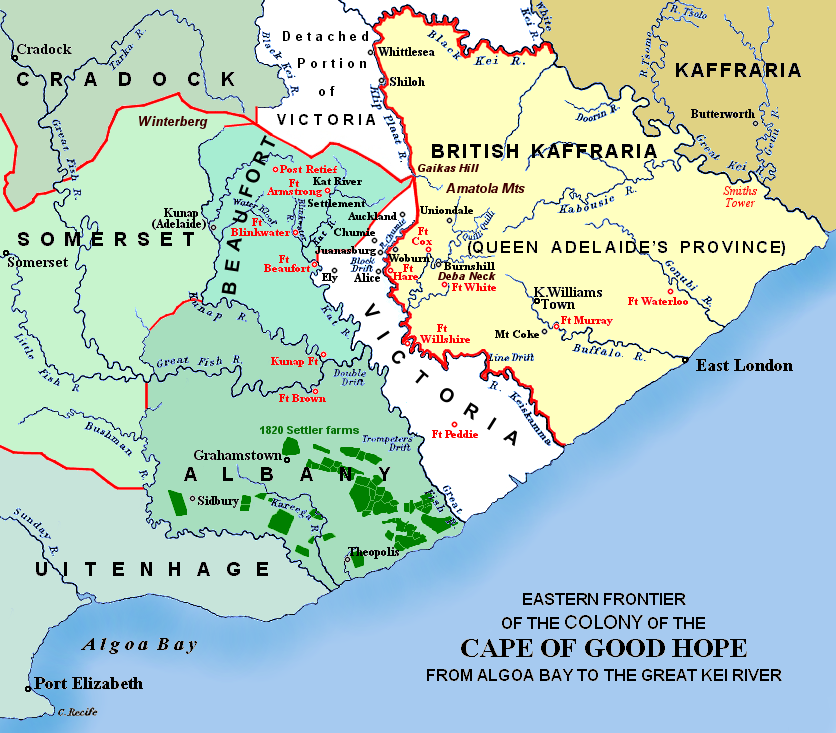
Karte der Grenzstrukturen in der ersten Hälfte des 19. Jahrhunderts

Das Tyhume-Tal ist ein traditionelles Siedlungsgebiet der Xhosa und war in den Grenzkriegen des 19. Jahrhunderts als begehrtes Farmland stark umkämpft. Von strategischer Bedeutung war dabei die zum Hogsback-Pass führende Straße.
In den Siedlungen des Tales betrieb im 19. Jahrhundert die Lovedale Mission einige Stationen und förderte auf diese Weise die Bildung von Männern und Frauen aus der einheimischen Xhosa-Bevölkerung. Zu dieser Zeit gehörten weite Gebiete des Tyhume-Tales zum Distrikt Victoria. Im Jahr 1848 gründete das Militär in Auckland, Ely, Juanasberg und Woburn kleine befestigte Stationen, weil zu diesem Zeitpunkt im Tal die Grenzlinie zwischen der Kapkolonie und Britisch-Kaffraria verlief. Die Kolonialtruppen eröffneten in der Folge dieser Entwicklung 1847 in Nähe zur damaligen Lovedale Mission das größte Fort in den Grenzregionen der Kapkolonie. Es wurde nach Colonel Hare, dem ehemaligen Lieutenant-Governor der Eastern Province, benannt und hatte Beherbungskapazitäten für 560 Infanteristen und 100 Kavalleristen.
Das Tal ist heute (2009) mit Streusiedlungen der Xhosa dicht besiedelt. Die alte Militärstraße zum Pass ist die als R 345 bezeichnete Regionalstraße zwischen Alice und Cathcart.